# Hydropsyche bassi
Hydropsyche bassi är en nattsländeart som beskrevs av Flint, Voshell och Parker 1979. Hydropsyche bassi ingår i släktet Hydropsyche och familjen ryssjenattsländor. Inga underarter finns listade i Catalogue of Life.